# Peter G. Gerry
Peter G. Gerry (New York, 1879. szeptember 18. – Providence, 1957. október 31.) az Amerikai Egyesült Államok szenátora (Rhode Island, 1917–1929 és 1935–1947).